# 簡公 (斉)
簡公（かんこう、? - 紀元前481年）は、春秋時代の斉の君主。姓は姜、諱は壬。

## 生涯
斉の悼公の子として生まれた。父とともに魯に亡命していたとき、闞止を気に入り、近づけるようになった。紀元前485年3月、悼公が殺害された。呉王夫差が水軍を率いて斉を攻撃したが、斉軍はこれを撃退した。晋の趙鞅が軍を率いて斉を攻撃し、犁と轅を奪い、高唐の城郭を破壊し、頼まで進軍して凱旋した。斉の人々は壬（簡公）を斉の国君として擁立した。紀元前484年春、簡公は国書に命じて魯に侵攻し、清に達した。魯は呉と結んで反攻し、5月に博を攻め落とし、嬴に達した。斉軍は呉軍と艾陵で会戦して大敗し、国書・公孫夏・閭丘明らが捕らえられた。ときに簡公が闞止を執政に任用したので、田恒（田成子）は闞止を恐れはばかった。簡公の御者の田鞅は田氏と闞氏は並び立たないので、どちらかを排除するようにと進言したが、簡公は聞き入れなかった。紀元前481年5月、田恒が起兵して闞止を攻め殺し、簡公は舒で田恒に捕らえられた。6月、簡公は舒で田恒に殺害された。